# 9:05
9:05 — текстовый квест, разработанный Адамом Кадри в 2000 году. Сюжет повествует о человеке, проснувшемся и получившем телефонный звонок с требованием явиться на работу, после чего история разветвляется. Игра часто используется для знакомства с жанром текстовых квестов из-за низкой продолжительности и простоты, а также на занятиях английского для иностранцев.

## Игровой процесс
Игра использует систему текстового ввода, позволяющего игроку управлять действиями своего персонажа (например, команда «open door» прикажет персонажу открыть дверь). Вся игра состоит из текстов, на её прохождение уходит около пяти минут.

### Сюжет
Персонажа будит звонящий телефон. Он берёт трубку и слышит кричащего мужчину, сообщающего ему, что он должен быть на работе, если не хочет быть уволенным. Персонаж переодевает засаленную одежду и приводит себя в порядок, после чего попадает в машину. По прибытии в офис он садится в бокс и заполняет бланк. Когда он заходит сдать заполненный бланк, босс, голос которого он слышал утром по телефону, спрашивает его, кто он такой. В конце игры ведущий новостей объявляет, что произошло убийство: нападающий спрятал тело жертвы под кроватью, после чего облачился в его одежду и попытался проникнуть на его место работы. Убийца признан невменяемым.
При последующих прохождениях игрок может посмотреть под кроватью и увидеть тело, убитое персонажем, или попытаться скрыться на машине вместо того, чтобы ехать в офис.

## Разработка
Игра разработана Адамом Кадри в ответ на обсуждение в сети Usenet о прямых и косвенных методах повествования в текстовых квестах. Кадри считает, что использование 9:05 в качестве введения в жанр текстовых квестов «несколько остроумно, но это определённо не то, на что я рассчитывал; я просто участвовал в догматичном споре». Также по словам Кадри, игра «должна была служить иллюстрацией того, как выглядят текстовые квесты, для непосвящённых».

## Критика
9:05 обычно упоминается как эффективное введение в жанр текстовых квестов, и многие критики включают игру в список лучших текстовых квестов всех времён. Джей Бибби из Jay Is Games назвавший игру «приятной и удивляющий», считает, что она прекрасно подойдёт для широкой аудитории. Адам Смит из Rock, Paper, Shotgun считает игру замечательным введением в жанр текстовых квестов. Ричард Кобетт из PC Gamer похвалил игру за иллюстрацию того, как «играя с одним предрассудком, можно сделать что-то невероятно умное». В своей книге Анастасия Зальтер называет 9:05 взрывной, хваля игру за то, как она играет с ожиданиями игроков. В книге «Writing for Video Games» 9:05 стоит на втором месте в списке самых значимых текстовых квестов после Shade.
Преподаватели английского языка иностранцам используют 9:05 для обучения языку. По словам португальских учителей английского, простая лексика и история 9:05 упрощают усвоение материала и помогают ученикам использовать его после завершения школы.